# 西園寺瑛子
西園寺 瑛子（さいおんじ えいこ/えいし、文永10年（1273年） - 建武3年/延元元年6月26日（1336年8月3日））は、亀山院の宮人。父は西園寺実兼、母は中院顕子（中院通成の娘）とする説と後深草院二条（源雅忠の娘）とする説がある。子に恒明親王がいる。女院号は昭訓門院（しょうくんもんいん）。

## 生涯
正安3年（1301年）1月に29歳で亀山院の仙洞御所に入ると、3月に従三位に叙されて、同19日に院号宣下を受けて女院となる。嘉元元年（1303年）に恒明親王を生む。嘉元3年（1305年）9月に亀山院の崩御に伴って出家して、法名を真性覚と称した。
亀山院は生前に恒明を将来の天皇に就ける意向を示し、瑛子も兄である西園寺公衡と共にそのための工作を行ったが、後宇多天皇の反対によって挫折した。
なお、彼女に仕えていた春日局（二条為世の娘）は公衡の嫡男である実衡の室となって公宗を生んでいる。